# Piratapuyo
Piratapuyo (Pirá-tapuyo, Piratapuya, Pirá-tapúya, Uaíkana, Waikana, Waíkana), je pleme američkih Indijanaca s rijeke Papurí i donjeg Vaupés u Kolumbiji, većinom u blizini rimokatoličke misije u Teresiti i susjednom predjelu brazilske države Amazonas. Populacija im iznosi preko 1,000 u obje države. Na području Brazila žive na rezervatima AI Taracuá u općinama Iauareté i São Gabriel da Cachoeira, i na AI Yauareté I, općina Iauareté. Sastoje se od nekoliko podgrupa: Bu'sadã, Kedãdã, Wehétárá, Búa, So'árîâpo'nê i Nîtîápo'nê. Organizirani su po patrilinearnim klanovima.